# Puerta de Ganyá

La Puerta de Ganyá  (en azerí: Gəncə qapısı) es una de las tres puertas principales de la Fortaleza de Shusha. La fortaleza y la ciudad estuvieron bajo la ocupación de las fuerzas armenias desde el 8 de mayo de 1992, pero fue recapturada por las fuerzas azerbaiyanas el 8 de noviembre de 2020 después de una batalla de tres días.

## Historia

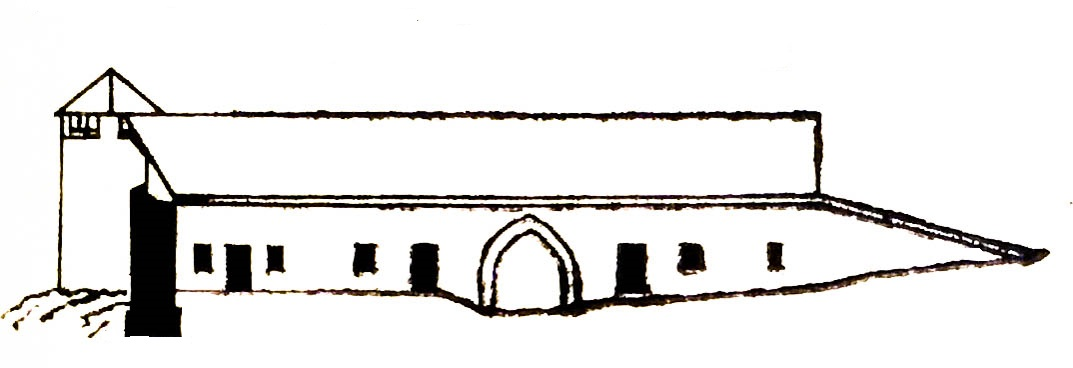
Plano de la Puerta de Ganyá

La Fortaleza de Shusha fue erigida por orden del kan de Karabaj Panahali para proteger de las invasiones enemigas. La fortaleza fue construida en estilo oriental en el siglo XVIII. La fortaleza de Shusha ese encuentra a una altitud de 1400-1800 metros sobre el nivel del mar.
La Fortaleza de Shusha tiene tres puertas principales: la Puerta de Ganyá, la Puerta de Iravan y la Puerta de Agoghlan. La Puerta de Iravan, situada en el lado oeste de la fortaleza, conectaba Shusha con la ciudad de Iravan y el pueblo de Khalfali. La Puerta de Agoghlan, situada en el lado este de la fortaleza, conectaba la ciudad de Shusha con los pueblos de Shushakend y Mukhtar y se extendía hasta el castillo de Agoghlan.  La Puerta de Ganyá conectaba Shusha con la ciudad de Ganyá y la región de Chilabord del kanato de Karabaj.
La Puerta de Ganyá tiene importancia arquitectónica y es parte de la Reserva Histórica y Arquitectónica del Estado de Shusha. La Puerta de Ganyá se encuentra en la calle Niyazi.